# Feliksów (powiat warszawski zachodni)
Feliksów – wieś w Polsce położona w województwie mazowieckim, w powiecie warszawskim zachodnim, w gminie Leszno. Ma status sołectwa.
| SIMC    | Nazwa      | Rodzaj    |
| ------- | ---------- | --------- |
| 1058881 | Bolesławów | część wsi |

W latach 1975–1998 miejscowość należała administracyjnie do województwa warszawskiego.